# Alcor
Alcor (80 Ursae Majoris) là một sao nằm cận kề hệ sao Mizar, được gọi chung là "Mizar và Alcor" và có thể coi chúng là một sao đôi ở phần đuôi của chòm sao Đại Hùng, chúng cách nhau khoảng 11,8 phút cung, được người Ả Rập nói tới như là "ngựa và người cưỡi ngựa".
Việc quan sát hai sao này thường được coi là thử nghiệm về thị giác. Tên gọi Alcor có cùng nguồn gốc xuất xứ như tên gọi Alioth. Cả hai tên gọi đều có nguồn gốc từ tiếng Ả Rập và có nghĩa là "ngựa ô". Thuật ngữ đó đã bị biến đổi theo các cách khác nhau do chúng được áp dụng cho cả hai sao này. Một điều kỳ quặc là "người cưỡi ngựa" trong cặp lại là sao với tên gọi là "ngựa", tên gọi "Mizar" không nói tới ngựa mà là tới "vòm" của Đại Hùng. Một lượng lớn sao có định danh Bayer bằng các chữ cái Hy Lạp nhưng lại không có tên gọi thông thường trong khi Alcor là một trong số rất ít sao nằm ở thái cực ngược lại, nó là sao có tên gọi thông thường nhưng không có tên gọi với các chữ cái Hy Lạp. Thay vì thế, nó được nói tới như là 80 Ursae Majoris. Trong đầu thế kỷ 18, nhà thiên văn học người Anh là John Flamsteed đã lập ra một mục lục mới cho các ngôi sao, trong đó chúng được xếp trật tự từ tây sang đông trong mỗi chòm sao, Alcor được đánh số thứ 80 trong chòm sao Đại Hùng (Ursa Major). Định danh Flamsteed nói chung được sử dụng khi các tên gọi bằng chữ cái Hy Lạp đã hết. 

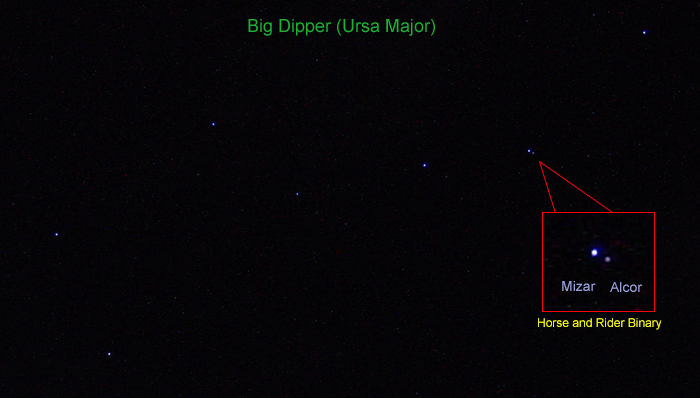

Alcor có cấp sao biểu kiến 4,00-4,01 và lớp quang phổ A5, là một dạng sao lùn tổng hợp hạt nhân từ hiđrô với nhiệt độ khoảng 8.000-8.500 K và độ sáng khoảng 12-13 lần độ sáng của Mặt Trời. Nó xuất hiện như là một cặp đôi với Mizar, nhưng người ta vẫn chưa chắc chắn là nó có tạo thành một sao đôi thật sự với Mizar hay không. Tự bản thân Mizar là một cặp sao đôi kép gồm 4 sao, trong đó là 2 cặp sao đôi khác nhau (Mizar A và Mizar B). Các giá trị của thị sai theo vệ tinh Hipparcos chỉ ra rằng Mizar nằm cách Trái Đất khoảng 78,1 năm ánh sáng, nhưng Alcor là khoảng 81,1 năm ánh sáng. Mizar và Alcor là một phần của nhóm di chuyển Ursa Major, mà phần lõi của nó bao gồm 5 sao ở giữa của chòm sao Đại Hùng. Một khoảng cách khoảng 3 năm ánh sáng giữa hai sao này, gần 70% khoảng cách giữa hệ Mặt Trời với Alpha Centauri, có thể làm cho sự bắt cặp đôi hấp dẫn là không thể xảy ra do các lực hấp dẫn từ các ngôi sao hàng xóm cận kề có thể đẩy chúng ra xa nhau. Tuy nhiên, các sai số đo đạc cũng cho phép khoảng cách này có thể gần lại tới 0,7 năm ánh sáng. Các sai số về khoảng cách bị nghi vấn là có thể lớn hơn so với những gì đã liệt kê và phân tích quỹ đạo của Mizar A gợi ý rằng Mizar trên thực tế có thể nằm xa hơn Alcor. Nếu trên thực tế chúng nằm trên cùng một khoảng cách thì khoảng cách tối thiểu giữa chúng chỉ còn lại khoảng 0,27 năm ánh sáng, làm cho chúng đủ gần nhau để có thể thực sự xoay quanh nhau, mặc dù với chu kỳ dài cỡ 750.000 năm. Có một thời gian Alcor được coi là một hệ sao đôi, nhưng hiện nay thì người ta cho rằng các nhà thiên văn trước đây đã sai lầm và nó thực ra chỉ là sao đơn, điều này làm cho Mizar và Alcor cùng nhau tạo thành một hệ "năm sao". Trong khi các sao của Mizar tự quay chậm với thành phần hóa học kỳ dị như là kết quả của sự chia tách các nguyên tố thì Alcor lại tự quay rất nhanh (cỡ 218 km/s, trên 100 lần nhanh hơn Mặt Trời). Kết quả là bầu khí quyển của nó bị khuấy đảo và thành phần của nó là thông thường. Tuy nhiên, nó là dạng sao biến quang kiểu phát xung nhẹ. Năm ngôi sao bên trong của Đại Hùng nằm xấp xỉ cùng một khoảng cách và tất cả đều là các sao lùn chuỗi chính tổng hợp hạt nhân từ hiđrô thông thường. Sự mờ nhạt của Alcor nằm cận kề chúng là sự nhắc nhở sinh động về vai trò của khối lượng đối với độ sáng của các ngôi sao. Khối lượng của Alcor là khoảng 1,6-2,2 lần khối lượng Mặt Trời còn Alioth trong khi có khối lượng chỉ gấp khoảng 1,5-2,0 lần khối lượng của Alcor nhưng lại có độ sáng cao gấp gần 10 lần.

## Các tên gọi khác
Alcor được biết đến như là Arundhati trong các sách chiêm tinh học Ấn Độ.